# Virgil Gheorghiu (poète)
Pour les articles homonymes, voir Virgil Gheorghiu (homonymie) et Gheorghiu.
 (janvier 2020).
Si vous disposez d'ouvrages ou d'articles de référence ou si vous connaissez des sites web de qualité traitant du thème abordé ici, merci de compléter l'article en donnant les références utiles à sa vérifiabilité et en les liant à la section « Notes et références ».
Virgil Gheorghiu, né le 22 mars 1903 à Roman et mort le 7 mars 1977 à Bucarest, est un poète, pianiste et critique musical roumain.

## Biographie
Virgil Gheorghiu est né le 22 mars 1903 à Roman. Il suivit ses études musicales à l'Université nationale de musique de Bucarest de 1928 à 1930, avant de les poursuivre à Vienne et à la Schola Cantorum de Paris. Se lançant dans l'écriture en 1925 avec l'ouvrage de poésie Cântările răsăritului (Chansonnettes du lever du soleil), préfacé par Demostene Botez (ro). Entre 1926 et 1928, il prend part au mouvement d'avant-garde Iași et — en collaboration avec Aurel Zaremba (ro) — il participe à l'édition des revues surréalistes Prospect (Prospectus) et XX-literatură contimporană (XX - Littérature contemporaine).
En parallèle avec sa carrière de musicologue, il mène une carrière de pianiste, tout d'abord dans le trio Boniș (1932-1939) puis, après-guerre, au Philharmonique de Bucarest. Il compose de la musique symphonique à composantes vocales, de la musique de chambre tout en ayant une grande activité de chroniqueur musical.

## Œuvres
Sa carrière, partagée entre la musique et la poésie, s'entrecroise avec les productions des avant-gardistes participant à la revue Unu (Un), où il peut publier des écrits qu'il lui avait été impossible de publier auparavant, comme Bilete de papagal [les billets du perroquet], édité par Tudor Arghezi, Adevărul (Stricte vérité), Cuvântul liber (Mots libres). Les livres publiés après 1930 — Febre (Fièvre, 1933), Marea vânătoare (Chasse marine, 1935), Tărâmul celălalt (L'antre des autres, 1938), Pădurea adormită (Le Rustre endormi, 1941) — ne s'inscrivent pas, d'un point de vue stylistique, dans le mouvement avant-gardiste. Ces ouvrages combinent, en différentes proportions, du modernisme tendant vers la rigueur formelle et un surréalisme particulier aux accents expressionnistes, usant du grotesque et d'un imaginaire violent.